# Лохтхофен, Лоренц
Ло́ренц Ло́хтхофен (иногда Лохтгофен, нем. Lorenz Lochthofen; 21 октября 1907, Дортмунд — 14 сентября 1989, Бад-Либенштайн) — немецкий политик, журналист, горный инженер, член СЕПГ. В 1963—1967 годах вошёл в состав ЦК СЕПГ.

## Биография
Лоренц Лохтхофен родился под Дортмундом в семье горняка. В 1914—1921 годах учился в народной школе, в 1921—1925 годах обучался на слесаря на коксовальном производстве в Гельзенкирхене. С 1921 года активно участвовал в общественной жизни: состоял в Коммунистическом союзе молодёжи Германии и профсоюзе. До 1930 года Лохтхофен работал в Рурской области на строительстве шахт и коксовальных цехов. В августе 1930 года после столкновений со штурмовыми отрядами эмигрировал из Германии через Голландию и Скандинавию в СССР. До 1931 года Лохтхофен работал на Донбассе слесарем и сварщиком. В 1931—1935 годах Лохтхофен изучал журналистику в Москве и политическую экономию в Энгельсе, затем получил назначение редактором немецкоязычной газеты Nachrichten. В 1935 году перешёл на работу преподавателем политической экономии, исторического и диалектического материализма в партийной школе в Энгельсе.
В 1937 году Лохтхофен попал под сталинские репрессии и был приговорён к восьми годам принудительных работ. Последующие двадцать лет Лохтхофен провёл в заключении в Воркутлаге и поселении в Воркуте. Вместе с ним в ссылку были отправлены первая супруга Лохтхофена Лотта Райс, его вскоре умершая шестимесячная дочь Лариса и другие члены семьи. Отбыв восемь лет, Лохтхофен по приговору остался на постоянное жительство в Воркуте. В 1946 году он познакомился в Воркуте с будущей второй женой. В ссылке Лохтхофен на вечернем отделении выучился на механика и в 1953 году сдал экстерном экзамены на горного технолога. С 1957 года работал главным инженером в геологической экспедиции в Воркуте.
Ещё в 1947 году Лоренц Лохтхофен написал письмо Вильгельму Пику, в котором просил помощи с возвращением в Германию. 14 мая 1956 года Лохтхофен был полностью реабилитирован и в 1958 году получил разрешение на выезд в ГДР вместе с женой, сыновьями Павлом (род. 1947) и Сергеем (род. 1953). На родине Лохтхофен поначалу работал слесарем на вагоностроительном заводе VEB Waggonbau в Готе, затем руководил там же плановым отделом и работал на должности помощника директора. В 1960—1961 годах Лохтховен работал техническим директором VEB Waggonbau, затем руководил предприятиями по производству печатных машин в Зёммерде и Эрфурте. В 1961 году Лохтхофен вошёл в состав райкома СЕПГ в Зёммерде. В 1963—1967 годах Лохтхофен, единственным из бывших заключённых советских лагерей, входил в состав ЦК СЕПГ. В 1967 году по состоянию здоровья ушёл со всех постов.
Лоренц Лохтхофен — отец писателя и журналиста Сергея Лохтхофена и дед журналиста Бориса Лохтхофена, возглавившего в 2016 году отделение радио Mitteldeutscher Rundfunk в Тюрингии. В 2012 году Сергей Лохтхофен опубликовал книгу об отце «Чёрный лёд. Роман о жизни моего отца».